# Mauvezin-sur-Gupie
 Mauvezin-sur-Gupie  là một xã thuộc tỉnh Lot-et-Garonne trong vùng Nouvelle-Aquitaine phía tây nam nước Pháp. Xã này có diện tích 15,6 km2, dân số năm 2006 là 452 người.